# Mączniak prawdziwy ziemniaka

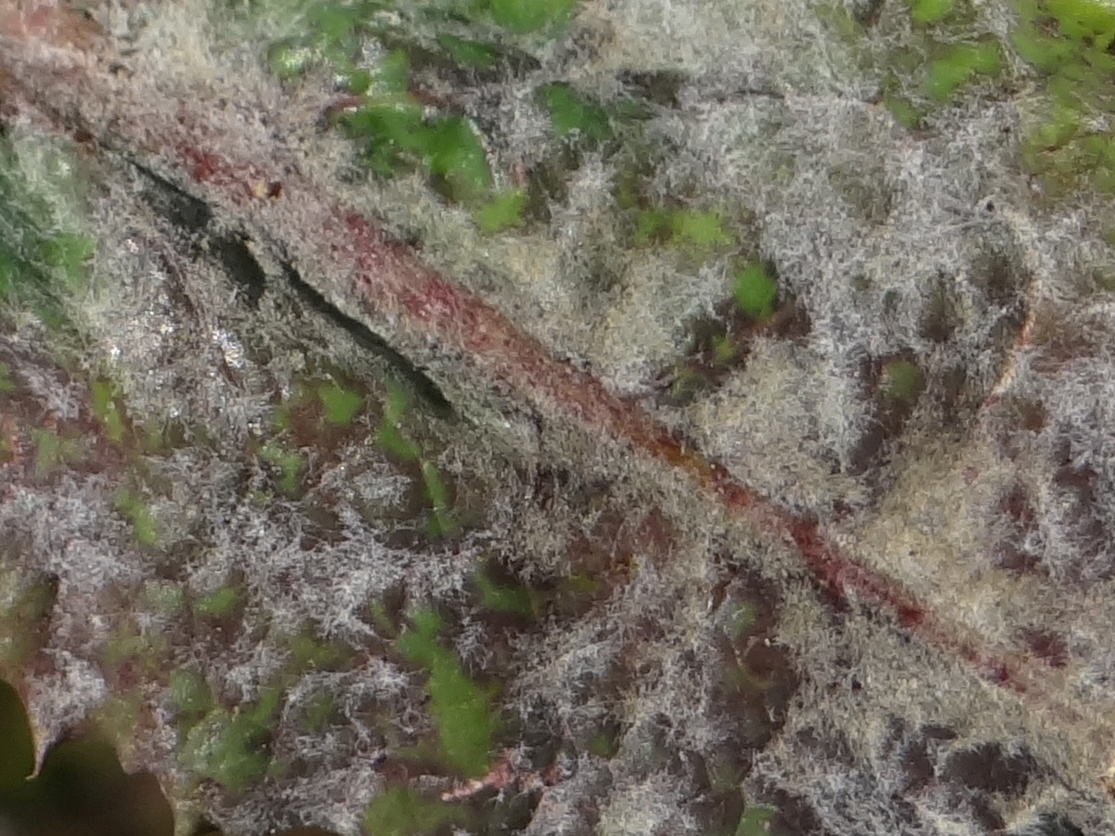
Nalot na liściu

Mączniak prawdziwy ziemniaka (ang. powdery mildew of potato) – grzybowa choroba ziemniaka wywołana przez mikroskopijnego grzyba Golovinomyces cichoracearum.

## Występowanie i szkodliwość
Jest to choroba z grupy mączniaków prawdziwych. Golovinomyces cichoracearum atakuje liczną grupę gatunków roślin, głównie z rodziny astrowatych, powodując u nich mączniaka prawdziwego astrowatych, ale poraża także niektóre rośliny z innych rodzin, m.in. ziemniaka, u którego powoduje mączniaka prawdziwego ziemniaka. Po raz pierwszy chorobę tę zaobserwowano na ziemniakach uprawianych w polu w USA w stanie Waszyngton w 1946 r., w późniejszych latach pojawiła się także w innych stanach.
Początkowo patogen nie powoduje szkód, ale w późniejszych stadiach choroby, gdy zostają zaatakowane wierzchołki pędów, listki końcowe stają się kruche i ostatecznie może zginąć cała roślina. Choroba osłabia ziemniaki i powoduje zmniejszanie plonu.
Nasilenie choroby zależy m.in. od sposobu nawadniania. Pola nawadniane bruzdowo są najbardziej podatne, prawdopodobnie dlatego, że są bardziej zestresowane niż pola nawadniane zraszaczami, a także dlatego, że częste nawadnianie zmywa zarodniki mączniaka z rośliny i hamuje rozprzestrzenianie się choroby. Jednakże w 1987 r. na kilku polach nawadnianych zraszaczami także stwierdzono mączniaka. Rozwojowi choroby sprzyja także stres wodny oraz niski poziom azotu lub fosforu. Zaobserwowano także różną podatność różnych odmian, np. ‘Norgold Russet’ jest bardzo podatny, a ‘Russet Rurbank’ jest umiarkowanie podatny.

## Objawy
Pierwsze objawy choroby pojawiają się na początku lub w połowie lipca. Są to rozproszone, małe, wydłużone, brązowe plamki na łodygach i ogonkach liści. Już z daleka porażone rośliny odróżniają się nieco ciemniejszymi, matowozielonym lub szarym odcieniem liści. W miarę rozwoju choroby wydłużone, brązowe plamki stają się bardziej liczne i łączą się, tworząc okrągłe plamy na łodygach i liściach. Dolne liście żółkną, a następnie obumierają lub mogą szybko czernieć, a następnie opadać. Międzywęźla mogą stać się skręcone i kruche. Pod lupą można na liściach i łodygach dostrzec typowy dla mączniaków prawdziwych, watowaty nalot grzybni. W końcowym etapie choroby zostają porażone wierzchołki pędów, liście stają się kruche i może obumrzeć cała roślina

## Ochrona
Mączniaki prawdziwe zwykle zwalcza się preparatami siarki. Dwutygodniowe opryskiwanie nimi, począwszy od początku lipca do jego połowy, zmniejszyło nasilenie mączniaka prawdziwego, jednak plony poprawiły się tylko w 2 z 4 lat, w czasie których badano skuteczność tego zabiegu. Choroby nie uda się opanować, jeśli stosowanie siarki zostanie opóźnione, gdy mączniak na roślinach dobrze się już rozwinie. Oprócz preparatów siarkowych stosowane są także preparaty z innych grup fungicydów. Nie opracowano żadnych metod biologicznej kontroli mączniaka prawdziwego.